# رینکو کیکوچی
رینکو کیکوچی (به انگلیسی: Rinko Kikuchi) (زاده ۶ ژانویه ۱۹۸۱) هنرپیشه ژاپنی است. او نخستین هنرپیشه ژاپنی بود که در ۵۰ سال گذشته نامزد دریافت جایزه اسکار برای فیلم بابل (۲۰۰۶) شده بود.
از فیلم‌هایی دیگری که وی در آن نقش داشته‌است می‌توان به جنگل نروژی، شانگهای، حاشیه اقیانوس آرام و کومیکو، شکارچی گنج اشاره کرد.